# 大教理問答書
『大教理問答書』（だいきょうりもんどうしょ、独: Der Große Katechismus）は、マルティン・ルターによって書かれたカテキズム。

## 前史
聖書的伝統の核心を次の世代へと伝える努力がこのカテキズムの作成の出発点となっている。
1517年以降の宗教改革者たちは十戒、使徒信条、主の祈りについて中世後期の教会の慣習に従って整然と説教していた。1520年に、ルターは『十戒に関する提要（独: Eine kurze Form der zehn Gebote）』、『信仰に関する提要（独: eine kurze Form des Glaubens）』、『主の祈りに関する提要（独: eine kurze Form des Vaterunsers）』を出版するが、ここでのちにカテキズムの最初の3つの主要部分となるものが、この順番と分類で登場した。1525年以降、ルターはヨハネス・ブーゲンハーゲンとともにサクラメントを正しく理解することに注力した。宗教改革者たちは聖書の記述を礼拝や信徒の日常生活において用いることができるように関連づけていた。これ以上のものは教えるべき事柄ではないとして、中世の教会において特に強調されていた聖母マリアの祈りに関する積極的な言及は取り除かれた。

## 推敲と出版
ルターは1528年にザクセンのラントゲマインデ（農村自治体）を視察した際に、教会の人々の間ではキリスト教の信仰が不完全かつ歪曲して理解されていたことに気づいた。そこでルターはその年の秋から冬にかけてカテキズムに関する自身の説教を作り変え、牧会者向けの教理書を作成した。1529年1月にはまず『小教理問答』を（当初は分冊の形で）出版するために作業を中断する。1529年の春にルターは新しく行った説教をもとに『大教理問答』を完成させた。書籍の形としての初版は印刷職人のゲオルク・ラウの手によって『ドイツ・カテキズム（独: Deudsch Catechismus）』のタイトルで1529年4月にヴィッテンベルクにおいて出版された。序文のほか、十戒、信条、主の祈り、洗礼と聖餐のサクラメントに関する詳細な紹介がなされている。同年の第2版からは「告解への訓戒」が含まれるようになった。この版はふんだんな挿絵で装飾されており、その一部はルーカス・クラナッハ（父）によるものも含まれている。ルターは1530年の第3版の出版のために二度目の序文を書き、自身の手による最後の改訂版である1538年の版にもこの序文が含まれている。
『大教理問答』の最初の翻訳の一つには、ヨハネス・ブーゲンハーゲンによる低地ドイツ語版であった。人文主義者のヴィンセント・オブソポエウスは、初版の出版後すぐにラテン語版を提供しているが、古い著述家による注釈や引用が追加されており、分量が相当に膨れ上がっている。
『大教理問答』は『小教理問答』とともに『和協信条書（独: Konkordienbuch）』（1580年）に併せて収録されており、ルーテル教会にとって不可欠な信条書となっている。

## 内容
1. （長い）序文（1530年）
（短い）序文（1528年）
2. 神の十戒
3. 主要信条
4. キリストが教えられた「主の祈り」
5. 洗礼について
6. 聖壇のサクラメントについて（聖餐）
7. 告解への訓戒

## 所収
- Deudsch Catechismus. Rhaw, Wittenberg 1529 (Digitalisat).
- Weimarer Ausgabe. Band 30/1. Katechismuspredigten 1528; Großer und Kleiner Katechismus. 1910 (historisch-kritische Ausgabe; Digitalisat).
- Der Große und der Kleine Katechismus. Bearbeitet von Kurt Aland und Hermann Kunst. Vandenhoeck & Ruprecht, Göttingen 1985; 3. Auflage 2003, ISBN 3-525-52173-1.
- Irene Dingel (Hrsg.): Die Bekenntnisschriften der Evangelisch-Lutherischen Kirche: Vollständige Neuedition. Vandenhoeck & Ruprecht, Göttingen 2014, ISBN 978-3-525-52104-5, S. 912–1163 (historisch-kritische Ausgabe).